# BYD Qin

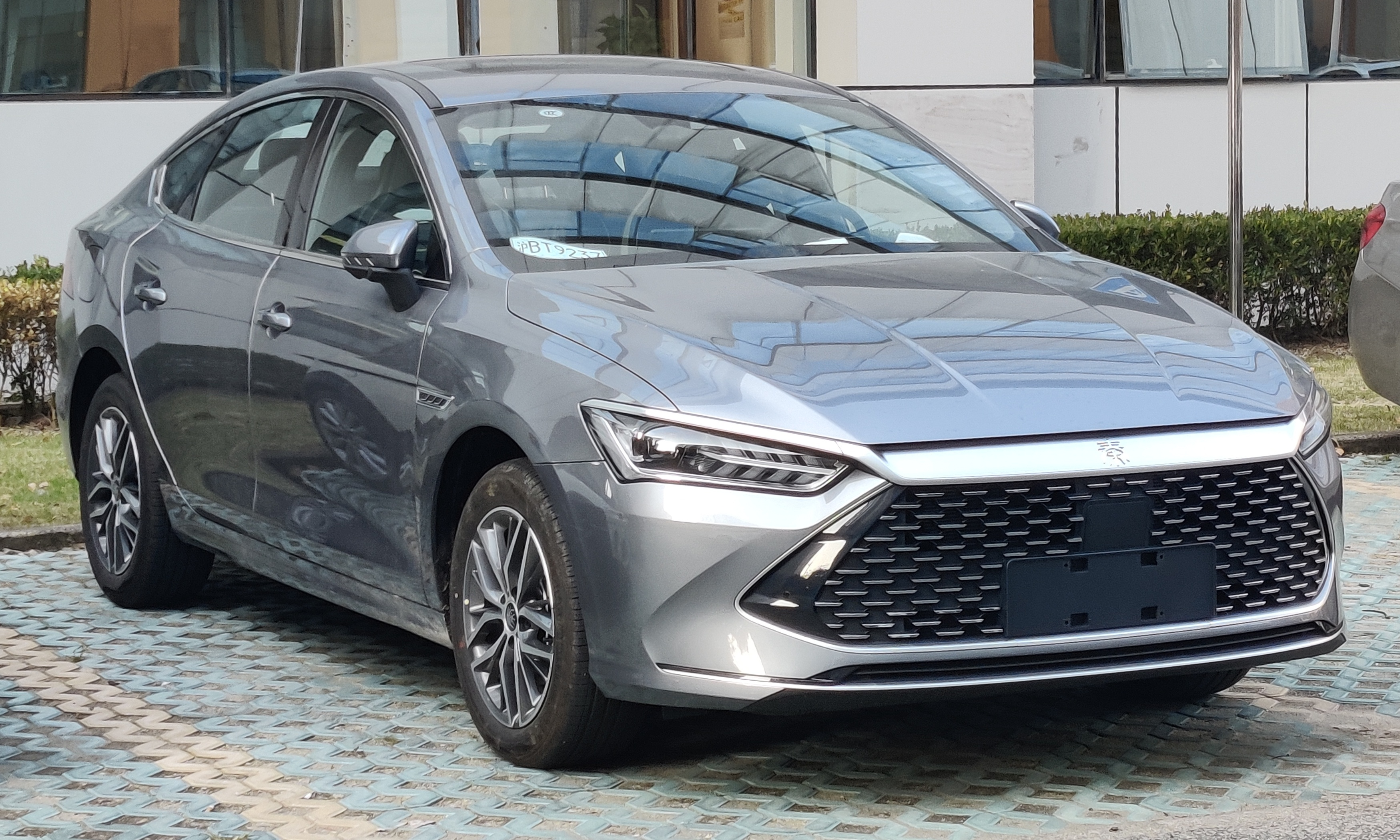
imagem do carro

BYD Qin (chinês: 秦), nomeado em homenagem à dinastia Qin, é uma série de sedãs compactos e médios fabricados pela BYD Auto desde 2012. Originalmente lançado como uma versão híbrida plug-in do BYD Surui, o modelo Qin foi introduzido no mercado chinês em agosto de 2012.
Atualmente, a linha BYD Qin está disponível em diferentes configurações, incluindo híbrido plug-in (PHEV) e veículo elétrico a bateria (BEV). Anteriormente, também foi comercializado em uma variante com motor de combustão interna (ICE).
O Qin é o sucessor do BYD F3DM, o primeiro automóvel PHEV produzido em massa do mundo, lançado na China em 2008. Em abril de 2012, a BYD substituiu o F3DM pelo Qin. A primeira geração do Qin é a versão PHEV do BYD Surui (a segunda geração do BYD F3 ), e as entregas na China começaram em dezembro de 2013.
A segunda geração do BYD Qin foi lançada em setembro de 2018 sob o nome BYD Qin Pro, com duas variantes disponíveis: veículo com motor de combustão interna (ICE), híbrido plug-in (PHEV) e veículo elétrico a bateria (BEV). Em 2021, esse modelo foi atualizado e renomeado como BYD Qin Plus, sendo oferecido nas versões PHEV e BEV. Além disso, uma versão atualizada da primeira geração continua a ser comercializada em conjunto com as variantes da segunda geração.
Em 2024, a BYD lançou uma variante maior e de tamanho médio do Qin, comercializada como BYD Qin L, equipada exclusivamente com o trem de força DM-i 5.0 PHEV.

## Primeira geração (2012)
O carro-conceito BYD Qin foi revelado no Salão Internacional do Automóvel de Pequim de 2012. Foi nomeado em homenagem à dinastia Qin, a primeira dinastia imperial da China.
A variante híbrida plug-in (que era a única variante disponível no início) oferece atualmente uma autonomia totalmente elétrica NEDC de 82 quilômetros (51 mi)  e um trem de força elétrico híbrido que pode estender a autonomia total do carro a uma distância semelhante à de um veículo convencional movido a gasolina. A variante totalmente elétrica oferece uma autonomia NEDC de 520 quilômetros (320 mi) .
O BYD Qin foi projetado com o avançado e eficiente trem de força elétrico dual-mode de última geração da BYD. O modelo utiliza uma bateria de fosfato de ferro-lítio (LiFePO4, ou LFP) com capacidade de 13 kWh, menor do que a bateria de 16 kWh usada na sua antecessora, a F3DM. A bateria LiFePO4 oferece alta densidade de energia, pode suportar até 4.000 ciclos de carga e ainda manter 80% de seu desempenho, além de não conter metais pesados tóxicos em sua composição.
Graças ao design aprimorado, essa bateria é aproximadamente 50% menor e mais leve em comparação com a utilizada no F3DM, o que resulta em uma redução de custo, embora haja uma diminuição na autonomia totalmente elétrica. A BYD estima que o Qin tenha uma autonomia elétrica de aproximadamente 50 quilômetros (31 milhas), enquanto a bateria maior do F3DM proporciona uma autonomia de 97 quilômetros (60 milhas). A BYD afirmou ainda que o Qin é cerca de 7% mais eficiente em termos de economia de energia e potência no modo totalmente elétrico (EV).
No modo híbrido, o Qin usa dois Até 210 cvmotores elétricos  e um motor turboalimentado de injeção direta de 1,5 litro, em vez do motor de 3 cilindros de 1,0 litro usado no F3DM, para produzir 223 kW (299 hp; 303 PS) de potência e 440 N·m (325 lb·ft; 45 kg·m) de torque. De acordo com a BYD Auto, o Qin tem uma velocidade máxima de 185 quilômetros por hora (110 mph) e pode acelerar de 0–100 km/h (0–62 mph) em menos de 5,9 segundos. Graças à sua bateria menor e maior distância entre eixos, o Qin terá mais espaço interior do que o F3DM, e o estilo também foi melhorado em relação aos modelos anteriores da BYD, principalmente no interior do carro.
As vendas no varejo do BYD Qin começaram na Costa Rica em novembro de 2013, e a BYD planejou iniciar as vendas em outros países da América Central e do Sul em 2014.
Estilo pré-lifting (2014–2017)

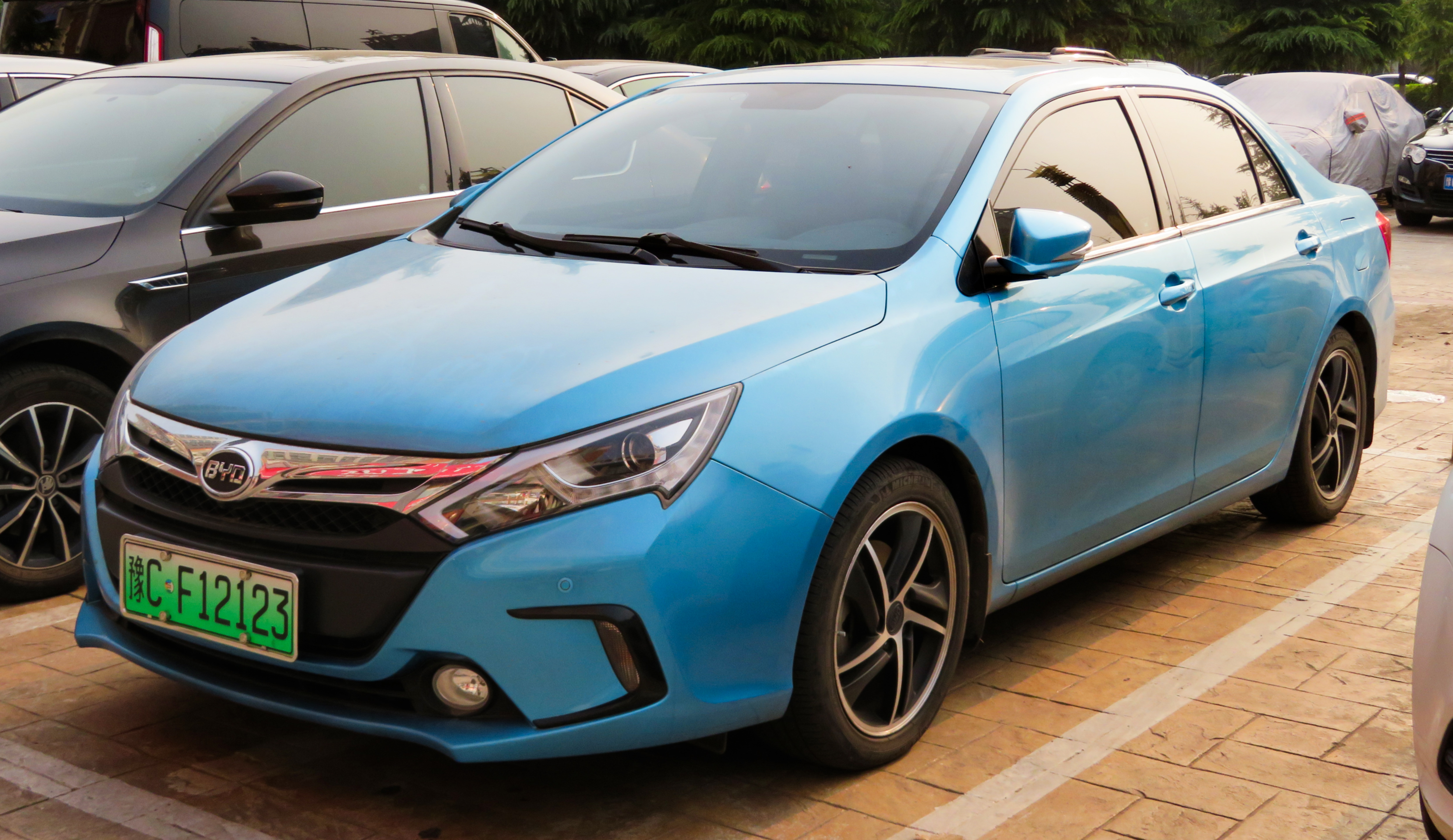
Frente BYD Qin pré-facelift.
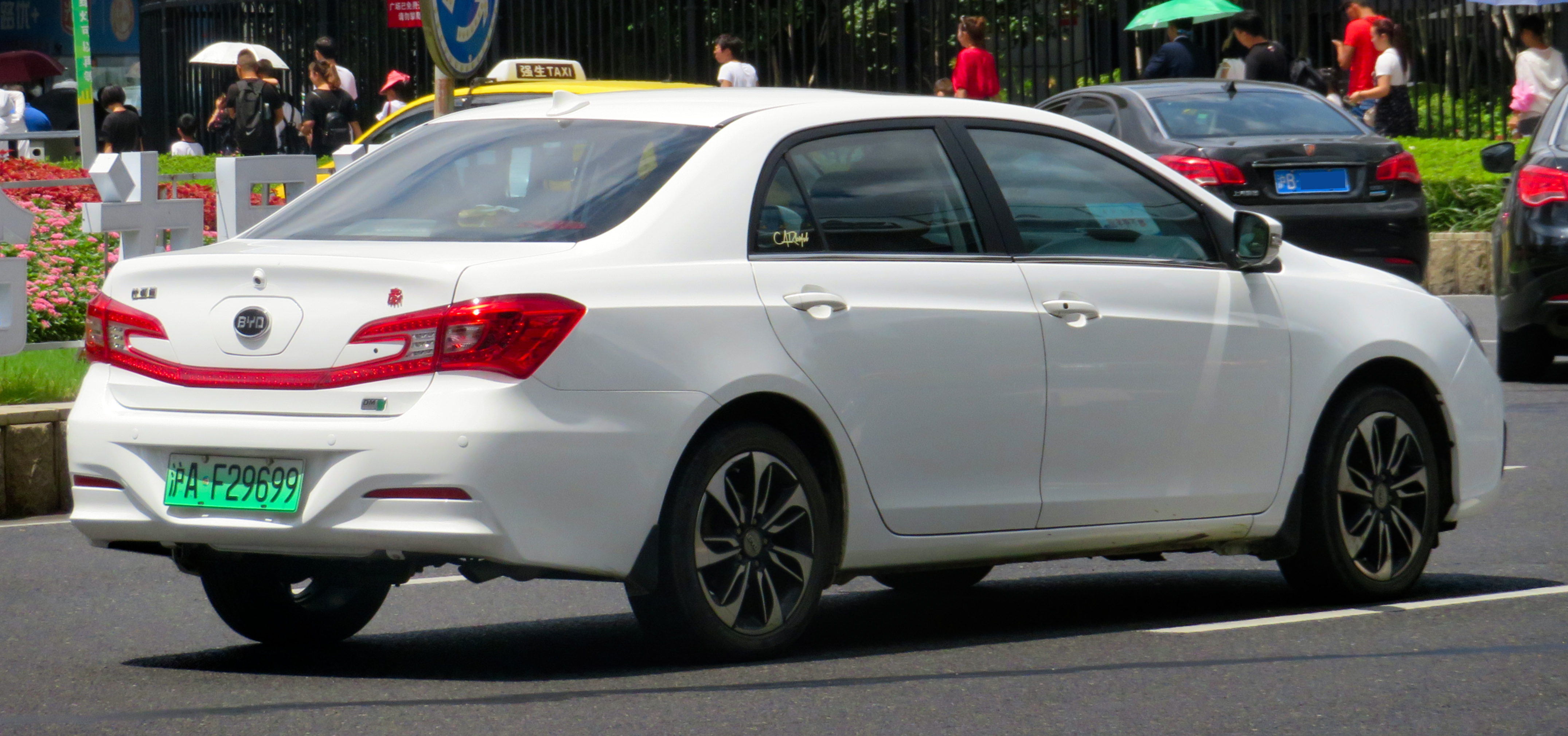
Traseira BYD Qin pré-facelift.

Estilo pós-lifting (2018)

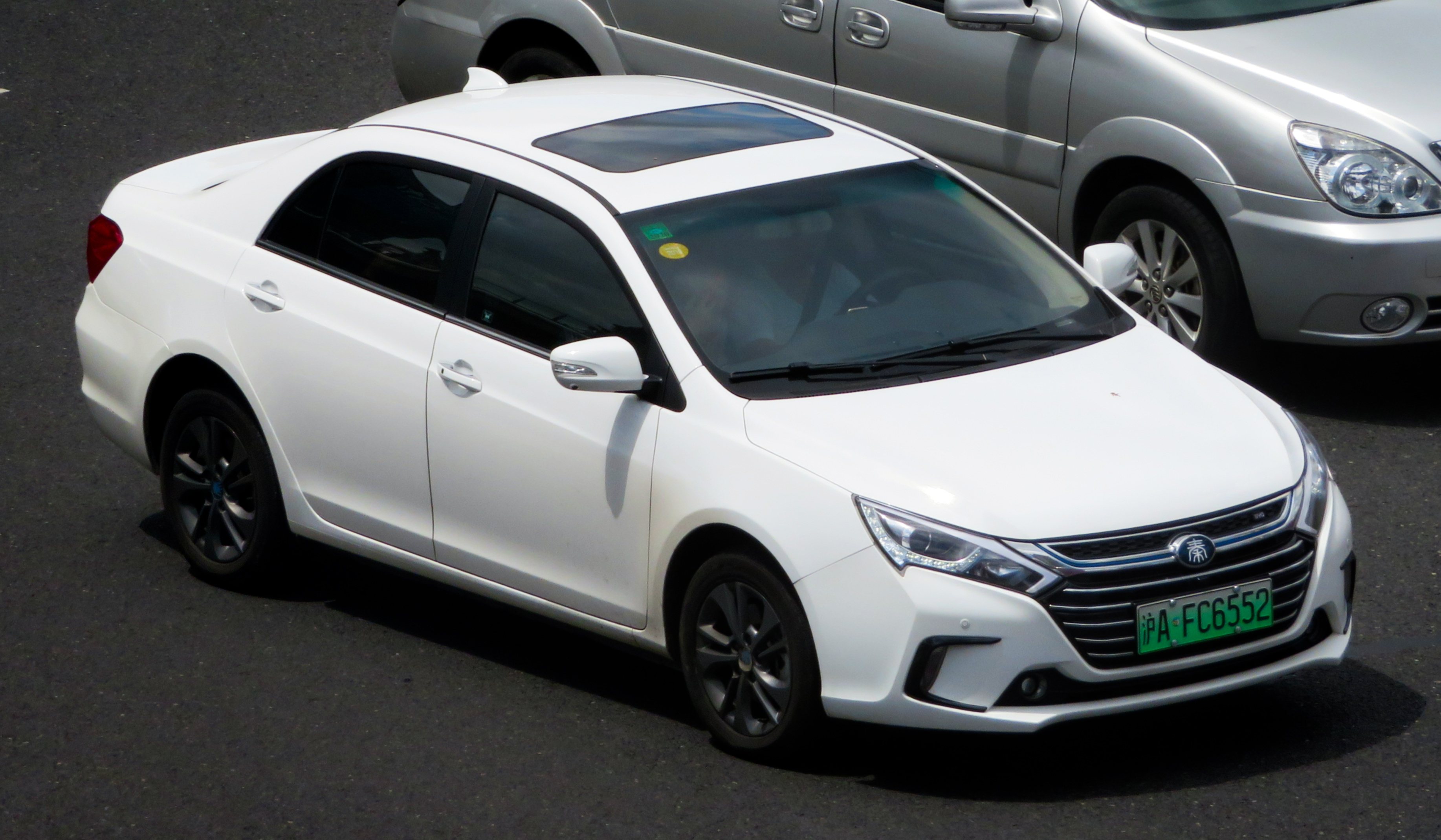
Frente renovada do BYD Qin.
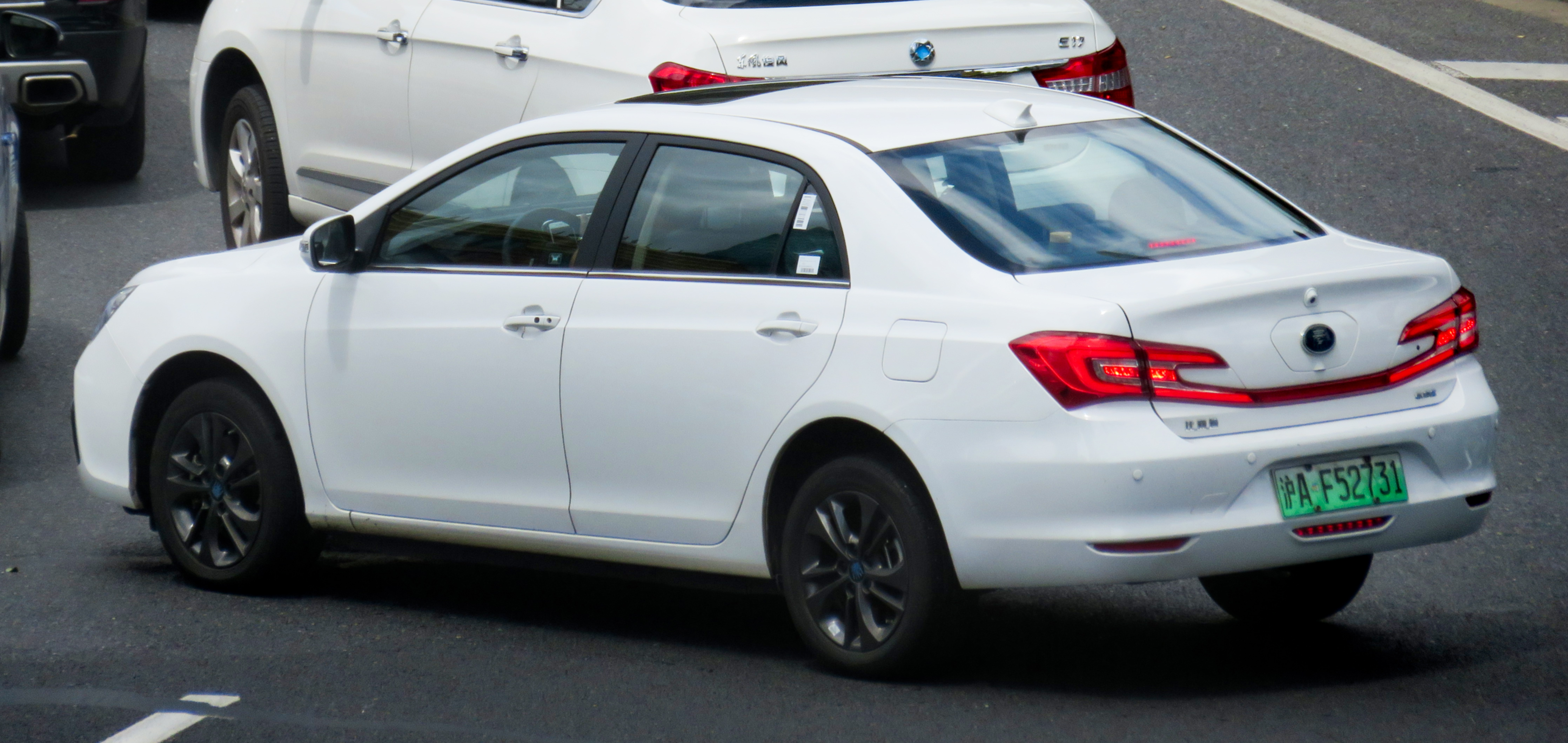
Traseira reestilizada do BYD Qin.

### Qin EV300
Uma versão elétrica a bateria pura, o Qin EV300, foi lançada na China em março de 2016. O BYD Qin EV300 é alimentado por um motor de 218 motor elétrico hp e uma bateria que deve fornecer uma autonomia de 300 km (190 mi) . A velocidade máxima é de 150 quilômetros por hora (93 mph) . Existem quatro versões do Qin EV300.

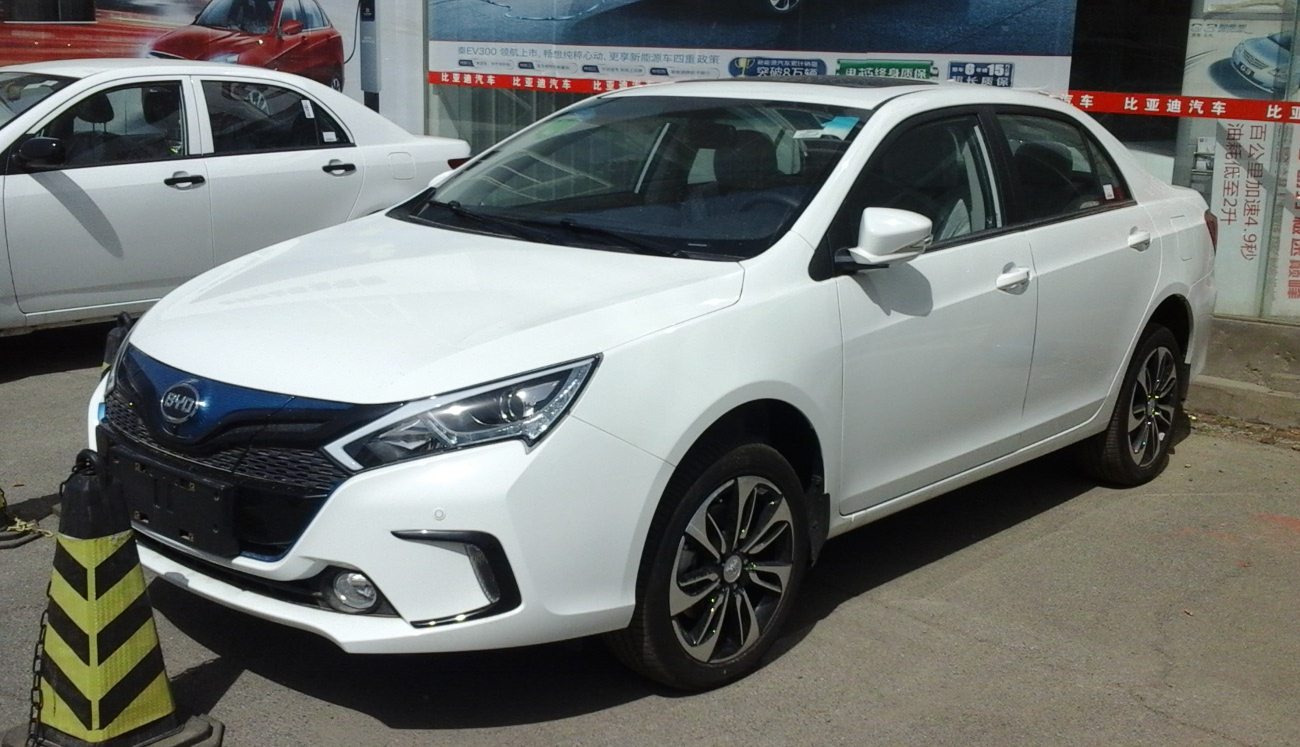
BYD Qin EV300.

### Atualização de 2019
Apesar do lançamento do Qin Pro em 2018, uma versão atualizada do Qin de primeira geração também está em produção desde 2019. O fabricante se refere a ele como o "novíssimo Qin" (全新秦).
O novo modelo usa o estilo "cara de dragão" na parte frontal, com algumas mudanças nas lanternas traseiras. O veículo é mais curto que o modelo inicial ( 4 675 mm (184,1 pol) vs 4 740 mm (186,6 pol) ), enquanto a distância entre eixos e a largura permanecem as mesmas.
Enquanto o modelo inicial foi oferecido como um híbrido plug-in ou com uma transmissão totalmente elétrica, o modelo atualizado é oferecido com um motor a gasolina ou com uma transmissão totalmente elétrica.

Na variante totalmente elétrica, a capacidade da bateria é de 53.1 kWh (191 MJ) .

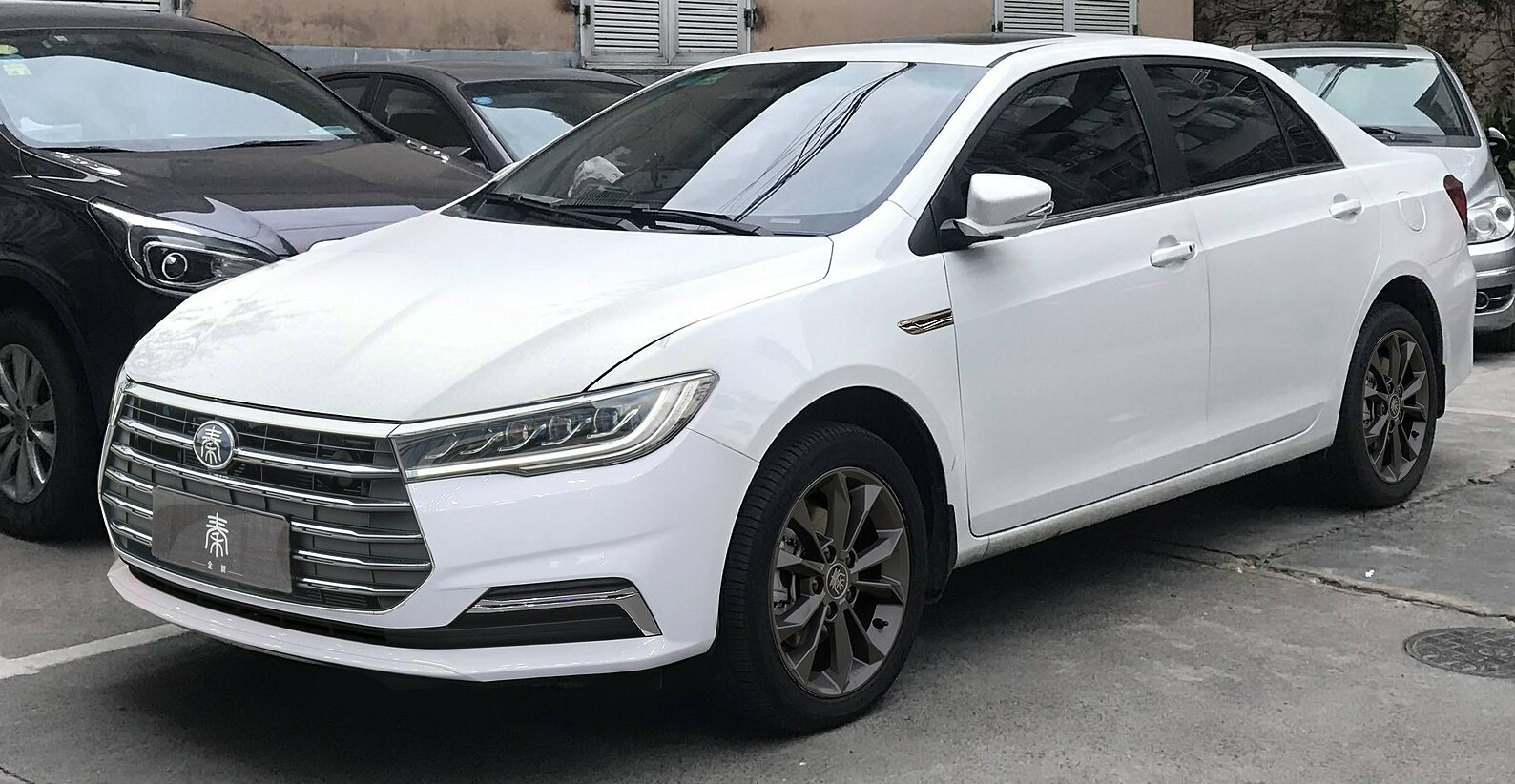
Frente renovada do BYD Qin 2019.
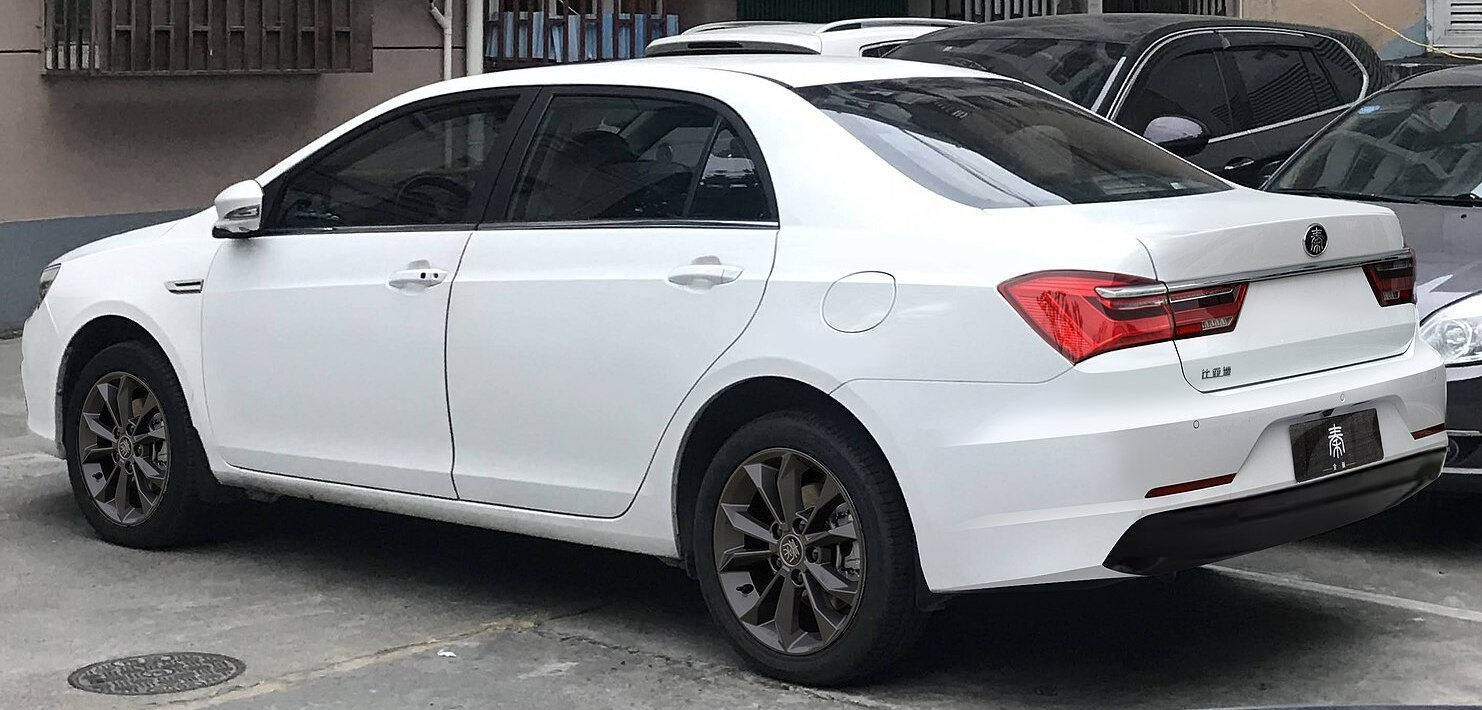
Traseira reestilizada do BYD Qin 2019.
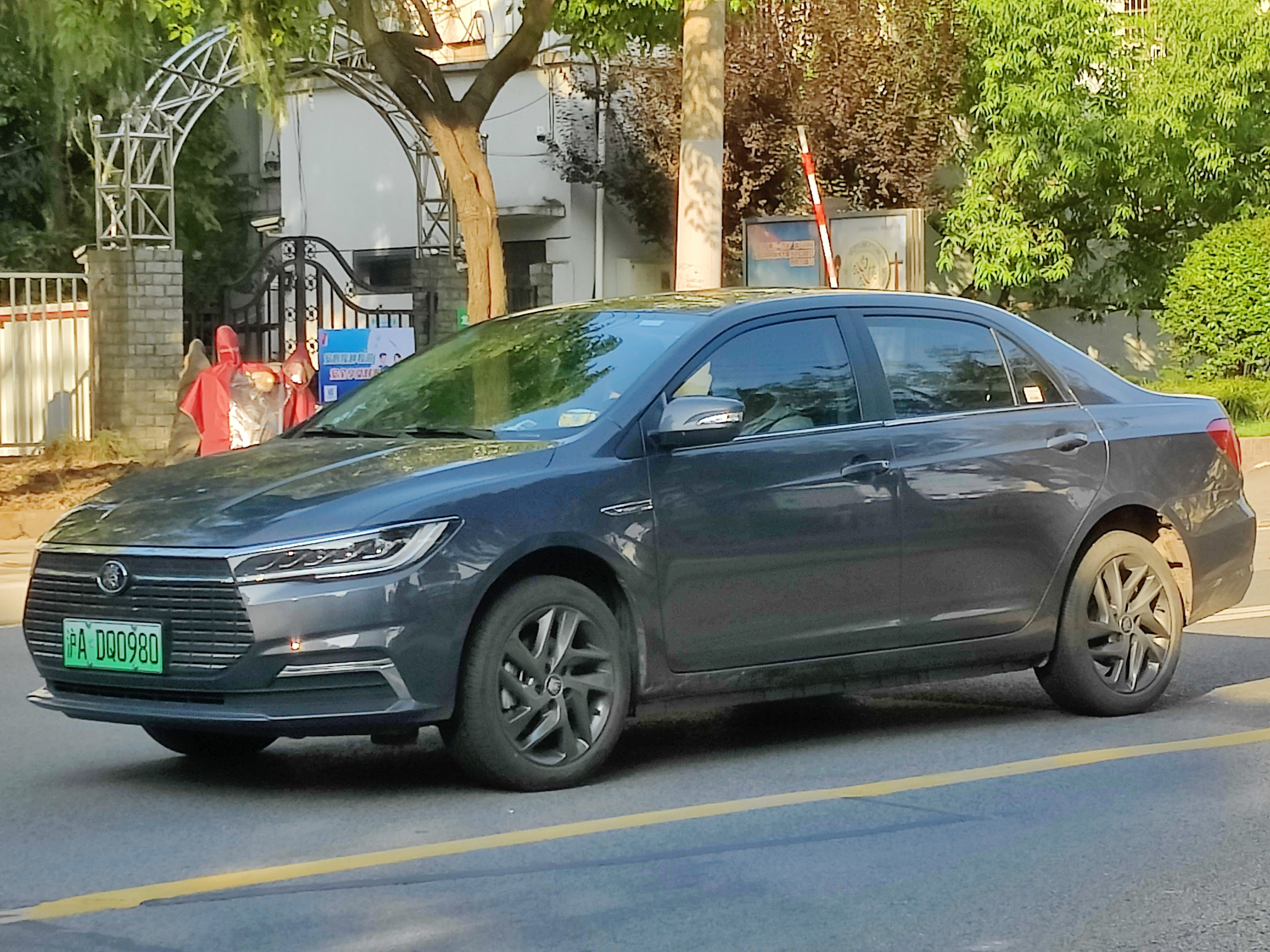
Frente renovada do BYD Qin EV 2019.
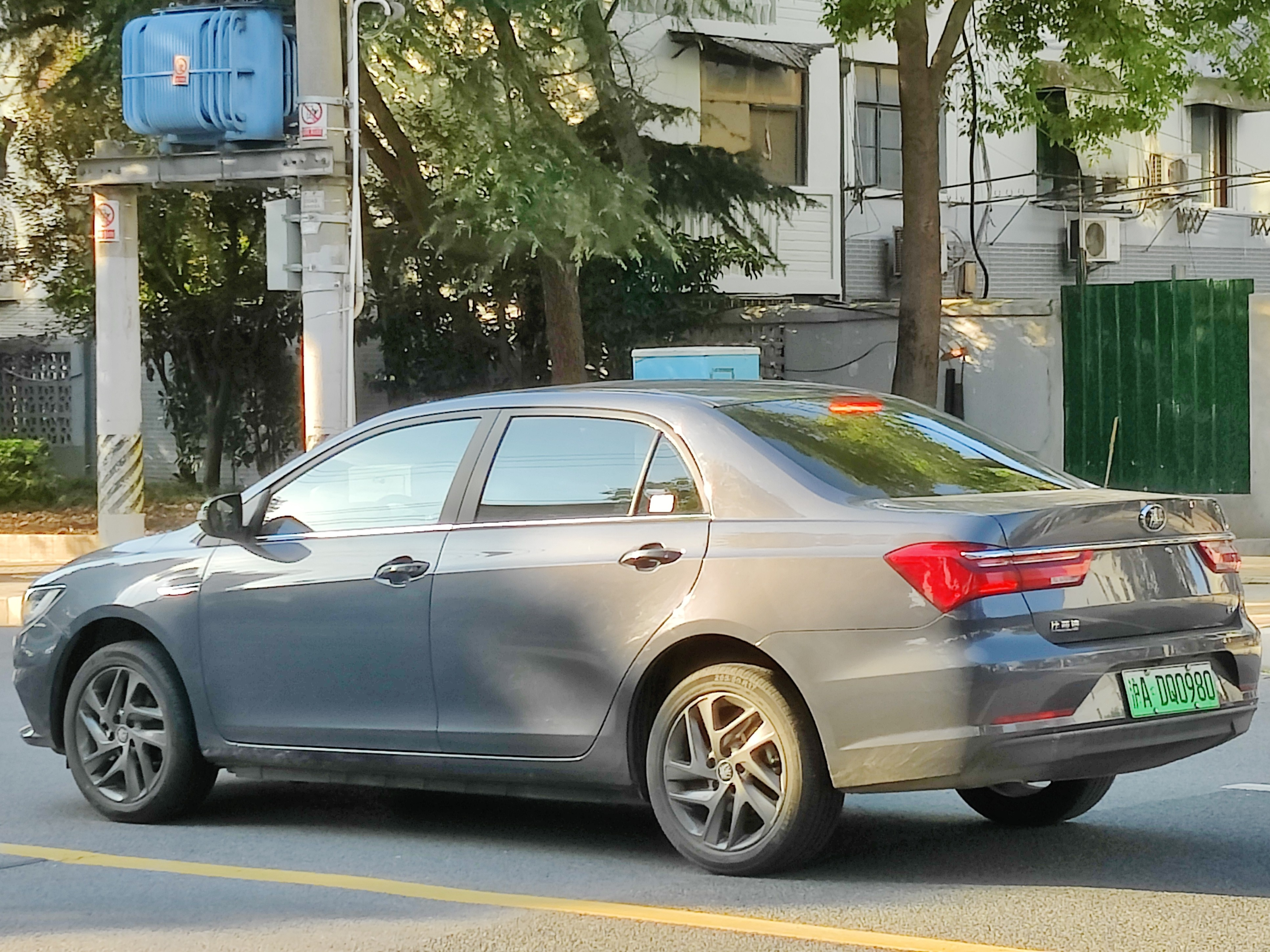
Traseira reestilizada do BYD Qin EV 2019.
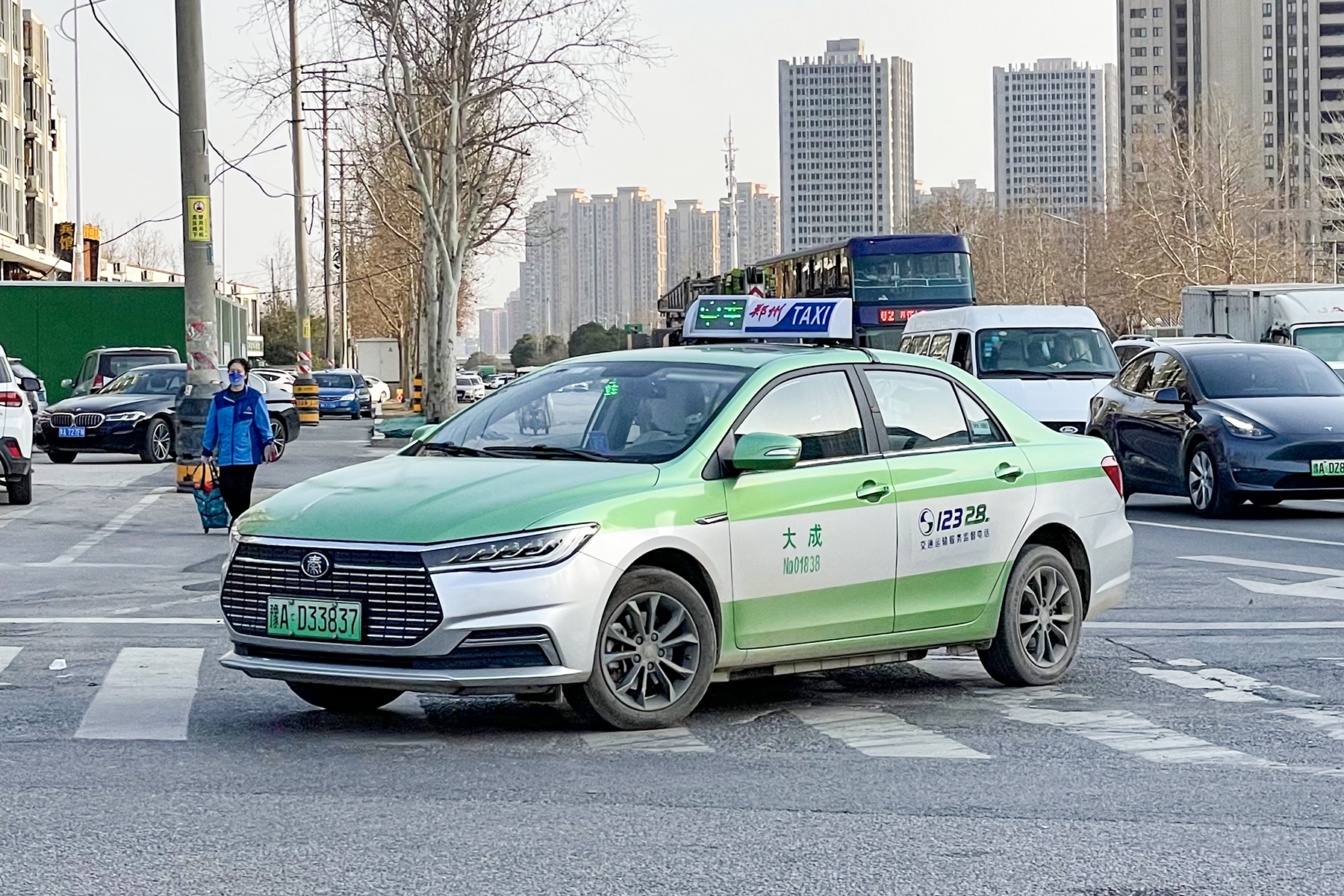
Táxi BYD Qin em Zhengzhou
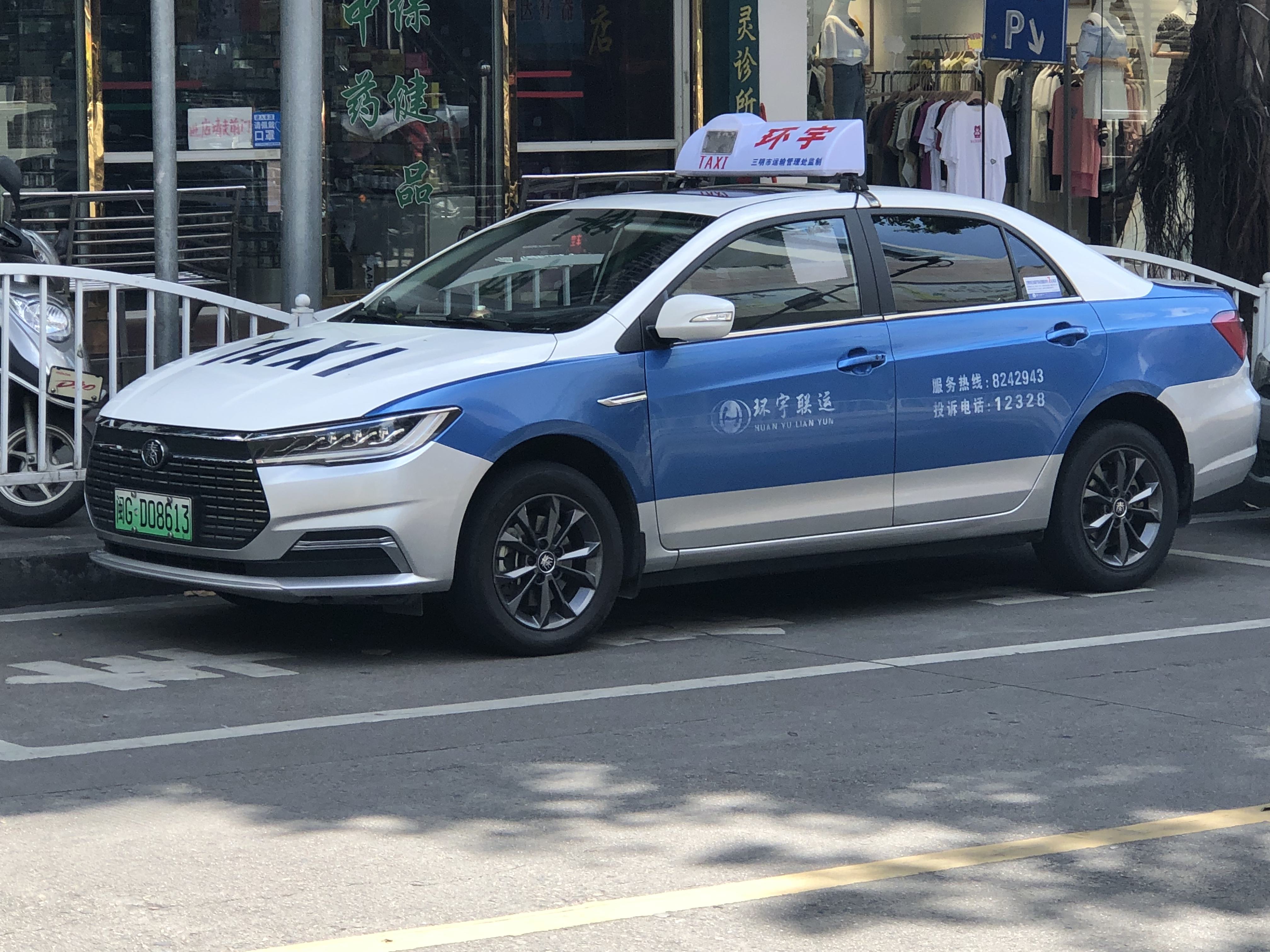
BYD Qin EV Facelift Táxi Sanming

## Qin Pro / Qin Mais
A segunda geração do Qin foi lançada como Qin Pro em 2018 e foi revisada em 2021 como Qin Plus. Com suas dimensões ampliadas, o sedã ocupa um segmento superior, comumente conhecido como "classe A+" na China, que é maior do que o segmento C global.

### Qin Pro (2018)
O BYD Qin Pro é o primeiro produto da segunda geração dos sedãs BYD Qin; ele estreou no Salão do Automóvel de Pequim de 2018. Inicialmente vendido junto com a primeira geração do BYD Qin, é o primeiro sedã BYD a ser projetado pelo novo designer-chefe da BYD, Wolfgang Egger .

O Qin Pro 2019 adota o design "Dragon Face" na grade frontal, caracterizando-se por uma aparência imponente e moderna. O modelo está equipado com um ecrã táctil rotativo DiLink de 12,8 polegadas e inclui um conjunto avançado de sistemas de segurança e assistência ao condutor, como o sistema de controlo de cruzeiro adaptativo com stop-and-go (ACC-S&G) e o sistema de travagem automática de emergência (AEB). A carroceria do carro na versão a gasolina é composta por 73,5% de aço de alta resistência, o que confere maior segurança e robustez.

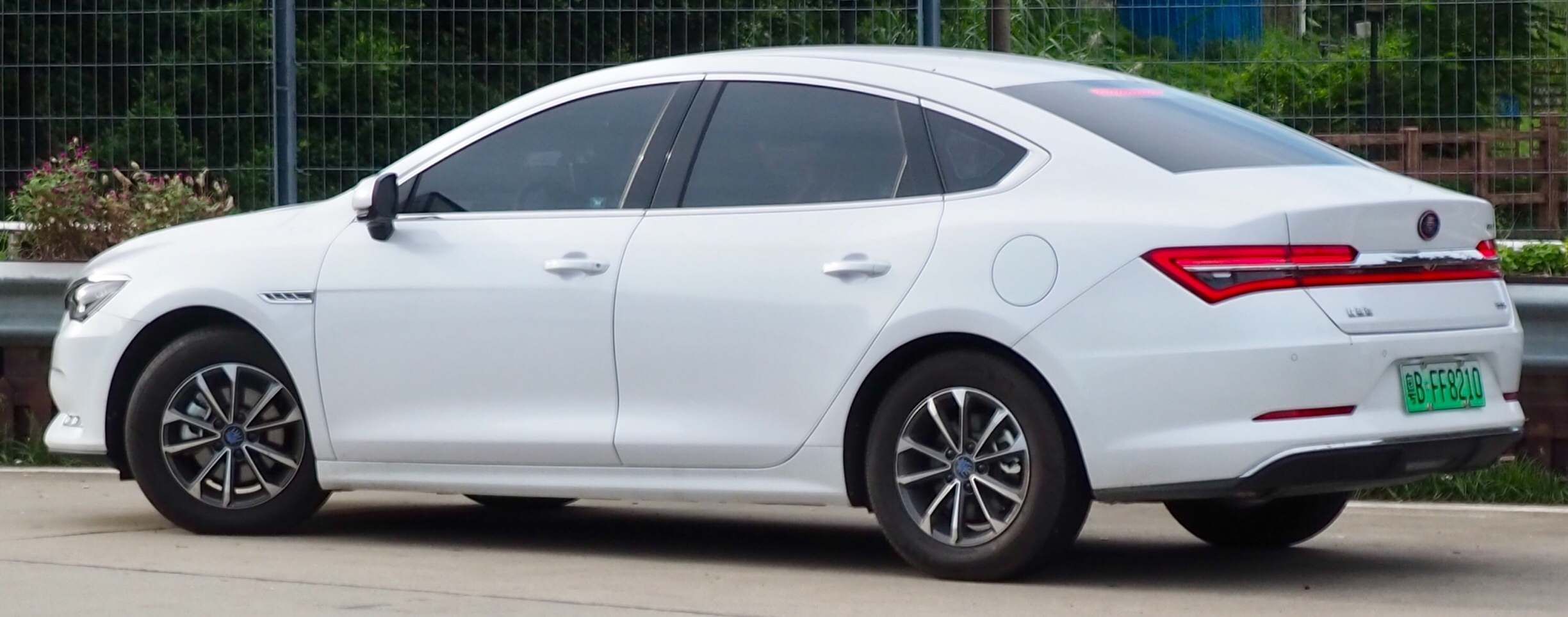
Vista traseira

#### Trem de força
A BYD ofereceu três motores diferentes no modelo: o Qin Pro estava disponível como um carro totalmente elétrico, como um híbrido plug-in e como um veículo ICE convencional a gasolina.
O BYD Qin Pro DM (o híbrido plug-in) é movido por um Predefinição:Convert/hp Motor turbo de 1,5 litro, quatro cilindros em linha combinado com um Predefinição:Convert/hp motor elétrico para produzir um total de Predefinição:Convert/hp . A velocidade máxima do BYD Qin Pro é de Predefinição:Convert/LoffADbSoff e pode acelerar de 0 a 100 km/h (0 a 62 mph) em 5,9 segundos.
O BYD Qin Pro EV (a variante elétrica a bateria) apresenta uma bateria de 69,5 kWh na versão superior.

### Qin Plus (2021)
Para 2021, a BYD apresentou o Qin Plus ( Chinese  ) como a versão atualizada do Qin Pro. O Qin Plus foi revelado durante o Salão do Automóvel de Guangzhou de 2020, em novembro de 2020, e começou a ser vendido em março de 2021. Comparado ao Qin Pro, ele apresenta extremidades dianteira e traseira remodeladas, enquanto as dimensões permanecem inalteradas. Está disponível como uma variante híbrida plug-in DM-i e uma versão elétrica a bateria (EV).
A BYD começou a vender um modelo irmão do Qin Plus DM-i, o Destroyer 05, em março de 2022. Ele é baseado no Qin Plus com o mesmo trem de força, com para-choques dianteiro e traseiro e painel redesenhados. Enquanto o Qin Plus é vendido por meio de concessionárias da Dynasty Network, o Destroyer 05 faz parte da linha de concessionárias da Ocean Network.

#### Qin Plus DM-i
O Qin Plus DM-i foi lançado em janeiro de 2021 e começou a ser vendido em março de 2021 na China. É um dos primeiros produtos BYD com seu sistema híbrido plug-in atualizado, o DM-i, juntamente com os crossovers Tang DM-i e Song Plus DM-i.
O trem de força DM-i do Qin Plus combina um motor naturalmente aspirado de 1,5 litro com um único motor elétrico para uma potência total de cerca de Predefinição:Convert/hp . A taxa de eficiência térmica do motor é considerada a melhor do setor, com 43% em 2021. O consumo de combustível do Qin Plus não excede Predefinição:Convert/L/100km     . Sua bateria Blade fornece uma autonomia elétrica de 50–120 quilômetros.
O motor naturalmente aspirado de 1,5 litro do Qin Plus DM-i usa o ciclo Atkinson e apresenta recirculação de gases de escape resfriados (EGR), um sistema de arrefecimento dividido (o circuito de arrefecimento do motor é dividido em duas partes, uma para o cabeçote e outra para o bloco) e uma bomba de água elétrica. O motor desenvolve uma potência máxima de Até 210 cv a 6000 rpm, e o torque máximo é de Predefinição:Convert/Nm a 4500 rpm. A taxa de compressão é de 15,5:1. O carro está equipado com uma transmissão E-CVT.
Em fevereiro de 2023, a BYD lançou o Qin Plus DM-i Champion Edition com um preço reduzido. Em fevereiro de 2024, a BYD reduziu ainda mais o preço do veículo ao lançar o Qin Plus DM-i Honor Edition. A empresa destacou que está "abrindo oficialmente uma nova era de eletricidade (veículo) mais barata que o petróleo (veículo movido a gasolina)".
A partir de fevereiro de 2024, a BYD começou a vender o Qin Plus DM-i em alguns mercados do Oriente Médio, como Emirados Árabes Unidos, Arábia Saudita e Catar, como Qin Plus PHEV.

#### Qin Plus EV
A versão top possui uma bateria de 71,7 kWh com 600 quilômetros (370 mi)alcance  . Também estão disponíveis versões com baterias de 47,5 e 57 kWh, com autonomias de 400 and 500 quilômetros (250 and 310 mi) respectivamente.

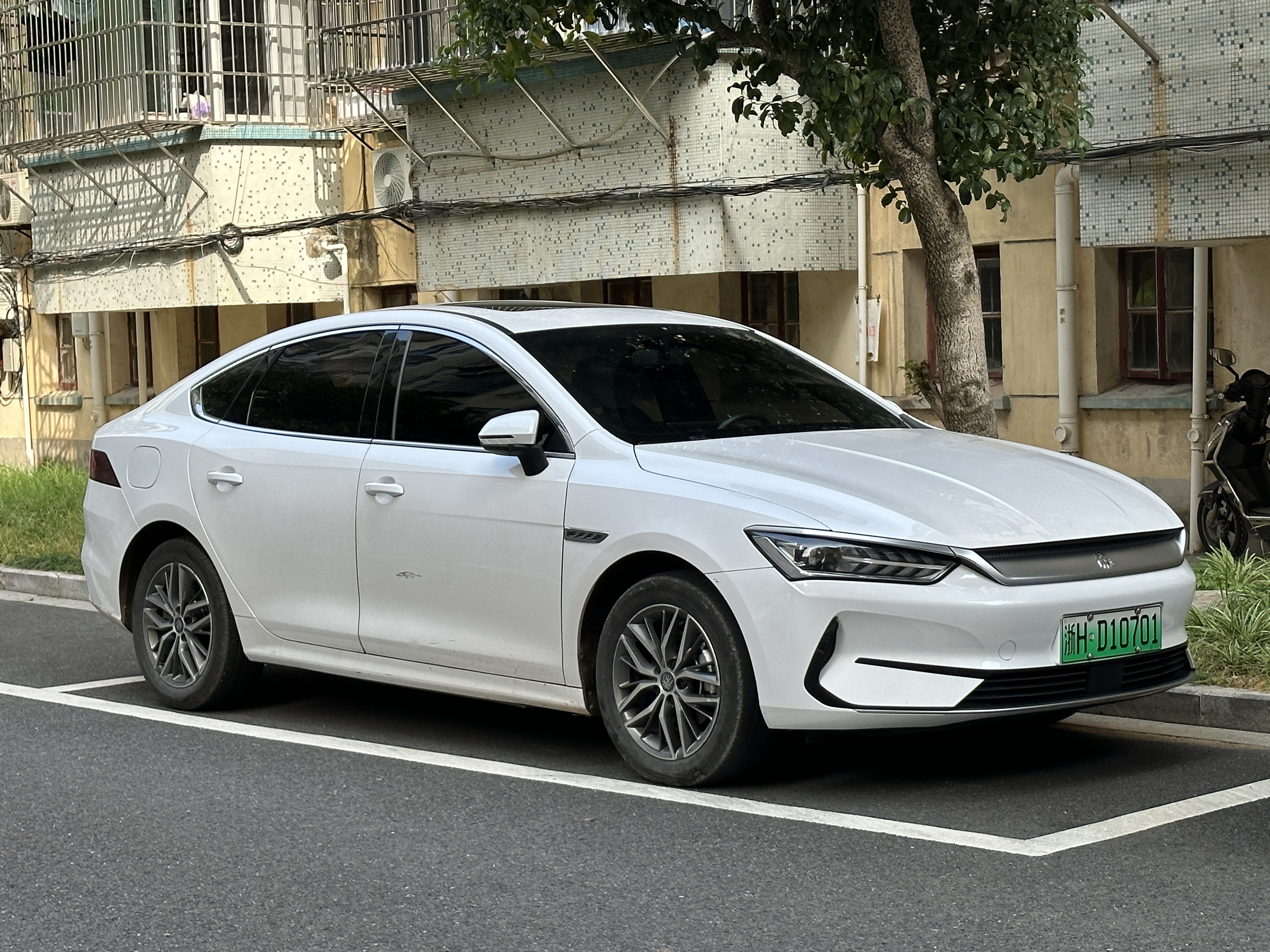
Qin Plus EV
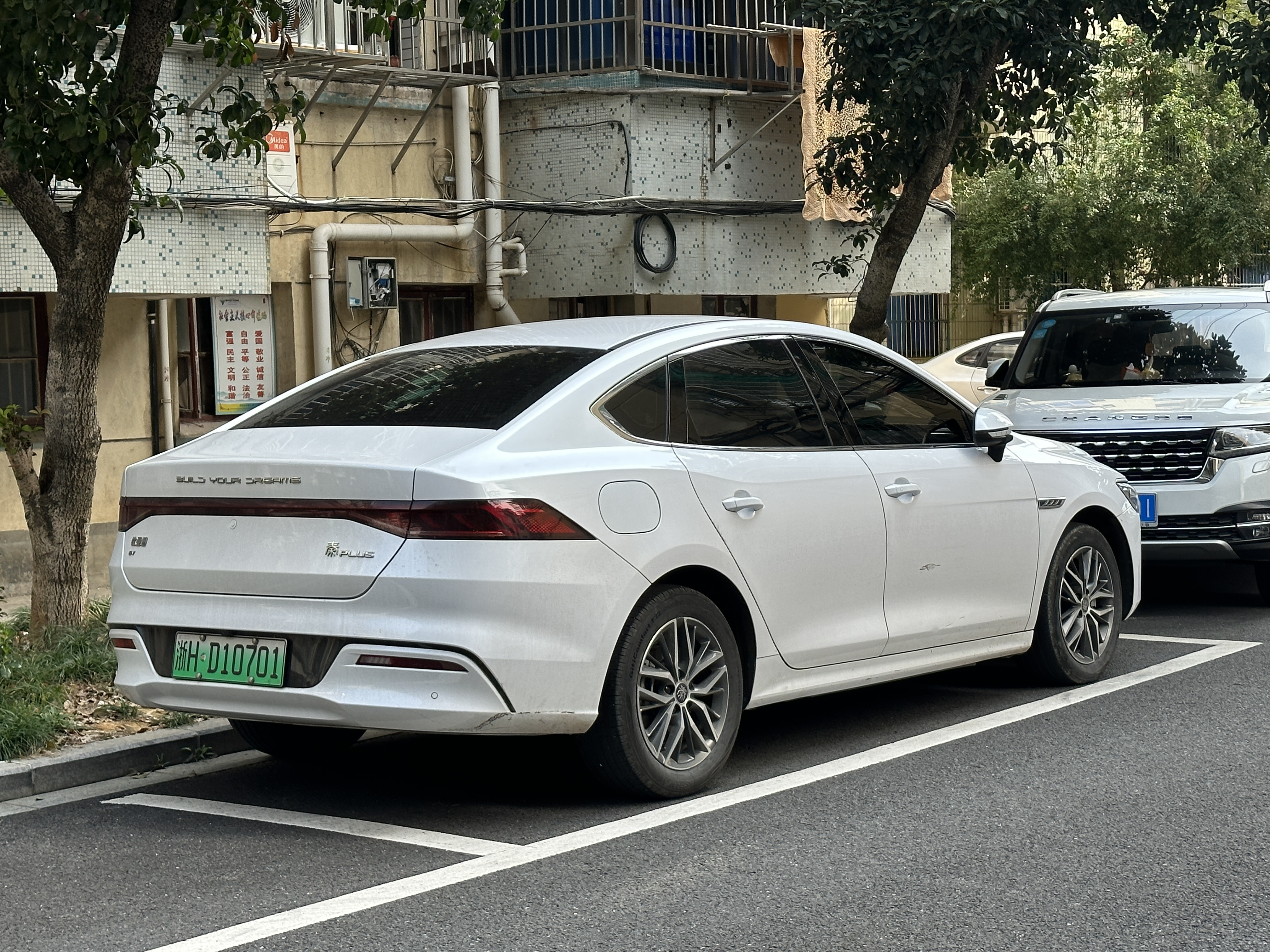
Vista traseira

## Qin L DM-i (2024)
A terceira geração do Qin é comercializada como Qin L ( Chinese  ), e foi anunciado oficialmente pouco antes do Salão do Automóvel de Pequim, em abril de 2024. Comercializado junto com o antigo e menor Qin Plus, o Qin L é o maior Qin até o momento, com seu comprimento abrangendo mais de 4,8 metros (189 pol) no segmento de médio porte . Ao contrário do Qin Plus, o Qin L não está disponível com uma variante elétrica a bateria.

O Qin L é o primeiro veículo BYD, juntamente com o similar Seal 06, a usar o trem de força híbrido plug-in de quinta geração da BYD, comercializado como DM-i 5.0 . A BYD declarou um consumo de combustível de 2.9 L/100 km (97 mpg‑imp; 81 mpg‑US)     e uma autonomia combinada de mais de 2,000 km (1,200 mi) em um 65 L (14 imp gal; 17 US gal) tanque com 10 Bateria kWh .

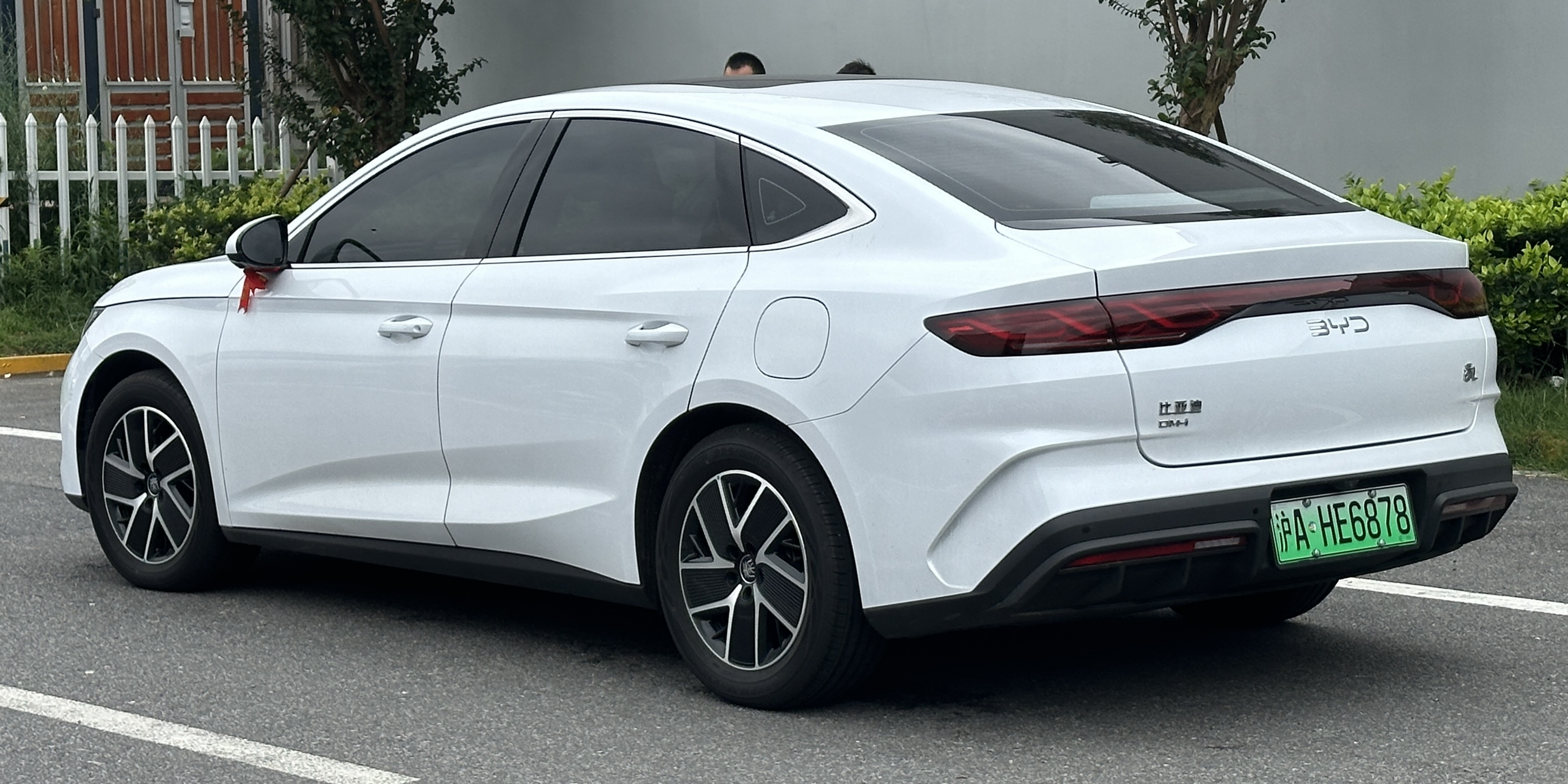
Vista traseira

## Produção e vendas
| Year | China  | China  | China         | China         | China       | China       | China      | China   |
| Year | Qin    | Qin EV | Qin Pro (ICE) | Qin Pro DM/EV | Qin Plus DM | Qin Plus EV | Qin L DM-i | Total   |
| ---- | ------ | ------ | ------------- | ------------- | ----------- | ----------- | ---------- | ------- |
| 2015 | 25,579 |        |               |               |             |             |            | 25,579  |
| 2016 | 22,614 | 10,182 |               |               |             |             |            | 32,796  |
| 2017 | 20,623 | 4,873  |               |               |             |             |            | 25,496  |
| 2018 | 38,859 | 7,851  | 6,916         | 12,245        |             |             |            | 65,871  |
| 2019 | 8,328  | 5,503  | 17,772        | 20,586        |             |             |            | 52,189  |
| 2020 | 16,599 | 41,621 | 12,638        | 11,326        |             |             |            | 82,184  |
| 2021 | 2,086  | 19,477 | 2,138         | 712           | 169,807     | 56,151      |            | 194,220 |
| 2022 |        | 33,792 |               |               | 195,349     | 119,933     |            | 349,074 |
| 2023 |        | 26,282 |               |               | 327,371     | 128,492     |            | 482,145 |
| 2024 |        | 7,909  |               |               | 304,388     | 175,637     | 229,591    | 709,616 |